# 内田武志 (民俗学者)
内田武志（うちだ たけし、1909年 - 1980年12月3日）は、日本の民俗学者。

## 略歴
秋田県鹿角市出身。血友病のためほぼ病臥の人生を送りつつ妹ハチの助けで、日本常民文化研究所所員として菅江真澄について研究した。1975年『菅江真澄全集』の編纂と長年にわたる菅江真澄研究により柳田賞受賞。

## 著書
- 『静岡県方言集』麗沢叢書刊行会 1934
- 『鹿角方言集』刀江書院 1936、国書刊行会 1975
- 『松前と菅江真澄』北方書院 1949
- 『日本星座方言資料』日本常民文化研究所彙報：日本常民文化研究所 1949
- 『菅江真澄の旅と日記』未来社 1970、新版1991ほか
- 『星の方言と民俗』民俗民芸双書：岩崎美術社 1973

### 共編
- 須藤春代『春のだいち 盲少女の詩文集』編 岩崎書店 1954
- 『菅江真澄遊覧記』全5巻 宮本常一共編訳 平凡社東洋文庫  1965-68、平凡社ライブラリー 2000
- 『菅江真澄随筆集』編 平凡社東洋文庫 1969
- 『菅江真澄全集』全12巻 宮本常一共編 未来社 1971-81
- 『全集 別巻 菅江真澄研究』宮本常一共編 未来社 1977

## 評伝
- 石井正己『菅江真澄と内田武志　歩けぬ採訪者の探究』勉誠出版、2018年